# Schloss Rettenwörth
Das abgegangene Schloss Rettenwörth (bisweilen auch Lackenschlössl genannt) befand sich in der Gemeinde Saalfelden am Steinernen Meer im Bezirk Zell am See von Salzburg. Der Lageplatz des Schlosses ist heute nicht mehr genau feststellbar, er soll sich aber im Ortsteil Letting von Saalfelden befunden haben, hier trägt noch eine Straße den Namen Lackenschlössl.
1560 wurde das Schloss von Christoph Perner von Rettenwörth († 1565) erbaut, der auch im Besitz von Schloss Prielau war. Er war ein vermögender Gewerke dem auch der Bau des Schlosses Rif bei Hallein 1555 sowie um 1560 der Neubau eines Schlosses im Bereich des schon früher bestandenen obern Weyers beim Schloss Anif zugeschrieben wird.
1592 hatten seine beiden Söhne Hans und Andreas Perner von Rettenwörth das Schloss inne.
1597 kaufte Josef Hunt zu  Dorfheim und Einödberg diesen Besitz. Die Familie derer von Hunt übte bis 1682 die Grundherrschaft über Rettenwörth aus, wobei das Schlossgebäude bereits damals baufällig war (Rettenwerth ain Adelsitz enthalb des Köllingers ist freyes Aigen, ist das Gemäuer, weilen die Hundischen die Tachung nit innegehalten, eingefallen aussen des Thurns, den ich deckhen undt aindt Zimmer undt kuchl wie auch ain thennl undt Stallung hinzue machen lassen, bewohnt selbiges der Fischhietter Martin Schpfl). Conrad Stadlmayer zu Dorfheim nannte sich noch 1685 von Rettenwörth; das Gebäude scheint dann aber abgekommen zu sein. 1796 wird noch von einer Ruine berichtet, 1866 findet sich die Anlage nicht mehr in der Salzburger Landesbeschreibung.